# Пейви, Джоанн
Джоанн Пе́йви (англ. Joanne Pavey; фамилия при рождении — Дэвис (англ. Davis); 20 сентября 1973 года, Хонитон, Девон, Великобритания) — одна из сильнейших бегуний Великобритании в беге на длинные дистанции, кроссе и беге по шоссе.
Шестикратная чемпионка национального чемпионата в беге на 5000 метров. Участница Олимпийских игр в Сиднее, Афинах и Пекине на дистанциях от 1500 метров до 10 000 метров. Наивысшие достижения — седьмые места.
В 2009 году состоялся дебют на марафонской дистанции — Лондонском марафоне с результатом 2:28.24. Двукратный победитель 10-мильного пробега Great South Run (2007 и 2012 годы), победитель 10-километрового пробега London 10 000 (2011 год).
Планирует принять участие на чемпионате мира 2013 года в Москве на дистанциях 5000 и 10 000 метров.
В возрасте 40 лет выиграла чемпионат Европы по лёгкой атлетике на дистанции 10 000 метров.

## Личная жизнь
С 1995 года Джоанн замужем за своим тренером Гэйвином Пейви. У супругов есть двое детей — сын Джейкоб Пейви (род. 2009) и дочь Эмили Пейви (род. 04.09.2013).

## Коммерческие старты
- 2012 Great South Run — первое место (10 миль)
- 2008 Great North Run — 3-е место (полумарафон)
- 2008 Great Manchester Run — первое место (10 км)
- 2007 Great Manchester Run — первое место (10 км)
- 2006 Great South Run — первое место (10 миль)
- 2004 Чемпионат Европы по кроссу — бронзовая медаль
- 2003 IAAF World Athletics Final — третье место (3000 м)
- 2003 IAAF World Athletics Final — четвёртое место (1500 м)